# Ranunculus trullifolius
Ranunculus trullifolius là một loài thực vật có hoa trong họ Mao lương. Loài này được Hook. f. miêu tả khoa học đầu tiên.